# Танха
Танха́ (рос. Танха) — село у складі Читинського району Забайкальського краю, Росія. Входить до складу Новотроїцького сільського поселення.

## Населення
Населення — 354 особи (2010; 353 у 2002).
Національний склад (станом на 2002 рік):
- росіяни — 96 %